# Kolossváry Endre
Kolosvári Kolossváry Endre (Veszprém, 1858. december 24. – Budapest, 1938. december 13.) gépészmérnök, helyettes államtitkár.

## Életútja
Kalocsán, Pápán és Pozsonyban végezte középiskolai tanulmányait. 1882-ben szerezte diplomáját a Műegyetemen, majd magántanári képesítést is szerzett. Előbb a MÁV-nál, 1887-től pedig a postánál dolgozott. 1909-től vezetője volt a Posta és Távírda Igazgatóság műszaki osztályának, ahonnan 1928-ban vonult nyugdíjba helyettes vezérigazgatóként. A posta műszaki szolgálatát újjászervezte és a korszerűsítette. Ő alatta épültek ki a távíró- és az interurbán távbeszélő-hálózatok, jöttek létre az automata telefonközpontok, a magyar rádióállomások, valamint az első nagyadó is. 1908-ban életrehívta a világ távíró- és távbeszélőmérnökeinek I. budapesti kongresszusát, amely elősegítette a későbbi nemzetközi távíró- és távbeszélő-szövetségek (CCIF, CCIR és CCIT) létrejöttét. Felesége vattai Batta Paula volt. Elhunyt 1938. december 13-án délben, élete 80., házasságának 56. évében. Örök nyugalomra helyezték 1938. december 15-én délután a Farkasréti temetőben a római katolikus anyaszentegyház szertartásai szerint.
A Magyar érdemrend középkeresztjének tulajdonosa, a Lipót, a Vaskorona és Ferenc József-rendek lovagja, a bolgár Sándor rend csillagos középkeresztjének és a német II. oszt. vaskeresztnek tulajdonosa volt.